# Pas koji je voleo vozove
Pour plus de détails, voir Fiche technique et Distribution.
Pas koji je voleo vozove est un film yougoslave réalisé par Goran Paskaljević, sorti en 1977.

## Fiche technique
- Titre original : Pas koji je voleo vozove
- Réalisation : Goran Paskaljević
- Scénario : Gordan Mihić
- Décors : Dragoljub Ivkov
- Costumes : Miodrag Hadžić
- Photographie : Aleksandar Petković
- Montage : Olga Skrigin (sr)
- Musique : Zoran Hristić
- Pays d'origine : Yougoslavie
- Format : Couleurs - 35 mm - Mono
- Genre : comédie dramatique
- Durée : 91 minutes
- Date de sortie :
  - Yougoslavie : 12 décembre 1977

## Distribution
- Svetlana Bojković : Mika
- Irfan Mensur : Mladic
- Bata Živojinović : Kauboj
- Pavle Vujisić : Stric
- Danilo Stojković : le père
- Ljiljana Jovanović : la mère
- Dušan Janićijević : Zuti
- Dragomir Čumić : le mécanicien
- Katica Želi : la condamnée

## Distinctions
- Festival du film de Pula 1978 : Arena de bronze du meilleur film et prix de la meilleure actrice pour Svetlana Bojković